# Licinus aequatus reymondi
Licinus aequatus reymondi é uma subespécie de insetos coleópteros pertencente à família Carabidae.
A autoridade científica da subespécie é Colas, tendo sido descrita no ano de 1949.
Trata-se de uma subespécie presente no território português.